# Křižanov (Píseki járás)
Křižanov település Csehországban, Píseki járásban. Křižanov Okrouhlá, Veselíčko, Sepekov, Branice és Bernartice településekkel határos. Lakosainak száma 95 fő (2024. január 1.).

## Népesség
A település lakosságának változását az alábbi diagram mutatja:
| Lakosok száma | 249  | 242  | 254  | 161  | 117  | 87   | 102  | 102  | 95   | 95   |
|               | 1869 | 1890 | 1921 | 1950 | 1980 | 2001 | 2017 | 2019 | 2022 | 2024 |